# Superliga (herrvolleyboll, Bulgarien)
Superliga är den högsta serien i volleyboll för herrar i Bulgarien och den som utser de bulgariska mästarna. Mindre framgångsrika lag kan degraderas till Vysša liga. Tävlingen organiseras av Bulgarska Federatsiya Volejbol och sker årligen med början omkring oktober och slut omkring april..

## Resultat per år
| 1941-42 mer information | Rakovski Sofia             | -                   | -                   |              |              |
| 1942-43 mer information | AS 23 Sofia                | -                   | -                   |              |              |
| 1943-44 mer information | Ej genomförd               | Ej genomförd        | Ej genomförd        | Ej genomförd | Ej genomförd |
| 1944-45 mer information | VK Levski Sofia            | -                   | -                   |              |              |
| 1945-46 mer information | Chavdar Sofia              | -                   | -                   |              |              |
| 1946-47 mer information | Chavdar Pazardzjik         | -                   | -                   |              |              |
| 1947-48 mer information | Septemvri pri CDV          | -                   | -                   |              |              |
| 1948-49 mer information | VK CSKA Sofia              | -                   | -                   |              |              |
| 1949-50 mer information | VK Spartak Sofia           | -                   | -                   |              |              |
| 1950-51 mer information | VK Spartak Sofia           | -                   | -                   |              |              |
| 1951-52 mer information | VK Slavia Sofia            | -                   | -                   |              |              |
| 1952-53 mer information | VK Slavia Sofia            | -                   | -                   |              |              |
| 1953-54 mer information | VK Minjor Pernik           | -                   | -                   |              |              |
| 1954-55 mer information | VK Minjor Pernik           | -                   | -                   |              |              |
| 1955-56 mer information | VK Slavia Sofia            | -                   | -                   |              |              |
| 1956-57 mer information | VK CSKA Sofia              | -                   | -                   |              |              |
| 1957-58 mer information | VK CSKA Sofia              | -                   | -                   |              |              |
| 1958-59 mer information | VK Levski Sofia            | -                   | -                   |              |              |
| 1959-60 mer information | VK Minjor Pernik           | -                   | -                   |              |              |
| 1960-61 mer information | VK Minjor Pernik           | -                   | -                   |              |              |
| 1961-62 mer information | VK CSKA Sofia              | -                   | -                   |              |              |
| 1962-63 mer information | VK Minjor Pernik           | -                   | -                   |              |              |
| 1963-64 mer information | VK Minjor Pernik           | -                   | -                   |              |              |
| 1964-65 mer information | VK Minjor Pernik           | -                   | -                   |              |              |
| 1965-66 mer information | VK Akademik Sofia          | -                   | -                   |              |              |
| 1966-67 mer information | VK Spartak Sofia           | -                   | -                   |              |              |
| 1967-68 mer information | VK CSKA Sofia              | -                   | -                   |              |              |
| 1968-69 mer information | VK CSKA Sofia              | -                   | -                   |              |              |
| 1969-70 mer information | VK CSKA Sofia              | -                   | -                   |              |              |
| 1970-71 mer information | VK CSKA Sofia              | -                   | -                   |              |              |
| 1971-72 mer information | VK CSKA Sofia              | -                   | -                   |              |              |
| 1972-73 mer information | VK CSKA Sofia              | -                   | -                   |              |              |
| 1973-74 mer information | VK Slavia Sofia            | -                   | -                   |              |              |
| 1974-75 mer information | VK Slavia Sofia            | -                   | -                   |              |              |
| 1975-76 mer information | VK CSKA Sofia              | -                   | -                   |              |              |
| 1976-77 mer information | VK CSKA Sofia              | -                   | -                   |              |              |
| 1977-78 mer information | VK CSKA Sofia              | -                   | -                   |              |              |
| 1978-79 mer information | VK Slavia Sofia            | -                   | -                   |              |              |
| 1979-80 mer information | VK Levski-Spartak          | -                   | -                   |              |              |
| 1980-81 mer information | VK CSKA Sofia              | -                   | -                   |              |              |
| 1981-82 mer information | VK CSKA Sofia              | -                   | -                   |              |              |
| 1982-83 mer information | VK CSKA Sofia              | -                   | -                   |              |              |
| 1983-84 mer information | VK CSKA Sofia              | -                   | -                   |              |              |
| 1984-85 mer information | VK Levski-Spartak          | -                   | -                   |              |              |
| 1985-86 mer information | VK CSKA Sofia              | -                   | -                   |              |              |
| 1986-87 mer information | VK CSKA Sofia              | -                   | -                   |              |              |
| 1987-88 mer information | VK CSKA Sofia              | -                   | -                   |              |              |
| 1988-89 mer information | VK CSKA Sofia              | -                   | -                   |              |              |
| 1989-90 mer information | VK CSKA Sofia              | -                   | -                   |              |              |
| 1990-91 mer information | Minjor-Kinteks             | -                   | -                   |              |              |
| 1991-92 mer information | VK Levski-Spartak          | -                   | -                   |              |              |
| 1992-93 mer information | VK CSKA Sofia              | -                   | -                   |              |              |
| 1993-94 mer information | VK CSKA Sofia              | -                   | -                   |              |              |
| 1994-95 mer information | VK CSKA Sofia              | -                   | -                   |              |              |
| 1995-96 mer information | VK Slavia Sofia            | -                   | -                   |              |              |
| 1996-97 mer information | VK Levski Sikono           | -                   | -                   |              |              |
| 1997-98 mer information | VK Slavia Sofia            | -                   | -                   |              |              |
| 1998-99 mer information | VK Levski Sikono           | -                   | -                   |              |              |
| 1999-00 mer information | VK Levski Sikono           | -                   | -                   |              |              |
| 2000-01 mer information | VK Levski Sikono           | -                   | -                   |              |              |
| 2001-02 mer information | VK Levski Sikono           | -                   | -                   |              |              |
| 2002-03 mer information | VK Levski Sikono           | -                   | -                   |              |              |
| 2003-04 mer information | VK Levski Sikono           | -                   | -                   |              |              |
| 2004-05 mer information | VK Levski Sikono           | -                   | -                   |              |              |
| 2005-06 mer information | VK Levski Sikono           | -                   | -                   |              |              |
| 2006-07 mer information | VB Neftochimik 2010        | VK Levski Sikono    | -                   |              |              |
| 2007-08 mer information | VK CSKA Sofia              | VB Neftochimik 2010 | -                   |              |              |
| 2008-09 mer information | VK Levski Sikono           | VK CSKA Sofia       | -                   |              |              |
| 2009-10 mer information | VK CSKA Sofia              | VK Levski Sikono    | -                   |              |              |
| 2010-11 mer information | VK CSKA Sofia              | Pirin Balkanstroy   | VB Neftochimik 2010 |              |              |
| 2011-12 mer information | Volley Marek Junion-Ivkoni | Pirin Balkanstroy   | VK CSKA Sofia       |              |              |
| 2012-13 mer information | Volley Marek Junion-Ivkoni | KVK Gabrovo         | VK Levski Voley     |              |              |
| 2013-14 mer information | Volley Marek Junion-Ivkoni | KVK Gabrovo         | VK Levski Bool      |              |              |
| 2014-15 mer information | Volley Marek Junion-Ivkoni | VK Dobrudzja 07     | Montana Voley       |              |              |
| 2015-16 mer information | VK Dobrudzja 07            | VB Neftochimik 2010 | Montana Voley       |              |              |
| 2016-17 mer information | VB Neftochimik 2010        | VK CSKA Sofia       | Montana Voley       |              |              |
| 2017-18 mer information | VB Neftochimik 2010        | Montana Voley       | VK CSKA Sofia       |              |              |
| 2018-19 mer information | VB Neftochimik 2010        | VK Chebăr           | VK CSKA Sofia       |              |              |
| 2019-20 mer information | VB Neftochimik 2010        | VK Chebăr           | VK Dobrudzja 07     |              |              |
| 2020-21 mer information | VK Chebăr                  | VB Neftochimik 2010 | VK Levski Sofia     |              |              |
| 2021-22 mer information | VK Chebăr                  | VB Neftochimik 2010 | Montana Voley       |              |              |

## Palmarès
| Lag                        | Antal titlar | Stagione |
| -------------------------- | ------------ | --- |
| VK CSKA Sofia              | 29           | 1947-48, 1948-49, 1956-57, 1957-58, 1961-62, 1967-68, 1968-69, 1969-70, 1970-71, 1971-72, 1972-73, 1975-76, 1976-77, 1977-78, 1980-81, 1981-82, 1982-83, 1983-84, 1985-86, 1986-87, 1987-88, 1988-89, 1989-90, 1992-93, 1993-94, 1994-95, 2007-08, 2009-10, 2010-11 |
| VK Levski Sofia            | 15           | 1944-45, 1958-59, 1979-80, 1984-85, 1991-92, 1996-97, 1998-99, 1999-00, 2000-01, 2001-02, 2002-03, 2003-04, 2004-05, 2005-06, 2008-09 |
| VK Slavia Sofia            | 8            | 1951-52, 1952-53, 1955-56, 1973-74, 1974-75, 1978-79, 1995-96, 1997-98 |
| VK Minjor Pernik           | 7            | 1953-54, 1954-55, 1959-60, 1960-61, 1962-63, 1963-64, 1964-65 |
| VB Neftochimik 2010        | 5            | 2006-07, 2016-17, 2017-18, 2018-19, 2019-20 |
| Volley Marek Junion-Ivkoni | 4            | 2011-12, 2012-13, 2013-14, 2014-15 |
| VK Spartak Sofia           | 3            | 1949-50, 1950-51, 1966-67 |
| VK Chebăr                  | 2            | 2020–21, 2021-22 |
| Rakovski Sofia             | 1            | 1941-42 |
| AS 23 Sofia                | 1            | 1942-43 |
| Chavdar Sofia              | 1            | 1945-46 |
| Chavdar Pazardzjik         | 1            | 1946-47 |
| VK Akademik Sofia          | 1            | 1965-66 |
| Minjor-Kinteks             | 1            | 1990-91 |
| VK Dobrudzja 07            | 1            | 2015-16 |